# Ranunculus membranaceus
Ranunculus membranaceus är en ranunkelväxtart som beskrevs av John Forbes Royle. Ranunculus membranaceus ingår i släktet ranunkler, och familjen ranunkelväxter.

## Underarter
Arten delas in i följande underarter:
- R. m. floribundus
- R. m. pubescens
- R. m. stracheyanus